# Enciclopedia Libre Universal en Español
Enciclopedia Libre Universal en Español («свободная универсальная энциклопедия на испанском языке», сокращённо EL) — испаноязычная универсальная некоммерческая вики-энциклопедия, публикуемая в интернете под GNU Free Documentation License. Использует программное обеспечение MediaWiki.

## История
Энциклопедия Libre была создана редакторами испанского раздела Википедии, которые решили начать самостоятельный проект. Под руководством Эдгара Эниэди (Edgar Enyedy), они покинули Википедию и 26 февраля 2002 года создали веб-сайт со статьями на испанском языке под свободной лицензией на сервере, безвозмездно предоставленном Университетом Севильи.
Причины раскола были размещены на одной страниц Enciclopedia Libre. Основные вопросы, вызвавшие неприятие — цензура и возможность появления рекламы в Википедии.

Основным мотивом для разделения проекта заключается в нашем неприятии цензуры и существующей редакционной политики, в том числе и рекламы.
Критические голоса подвергались цензуре, а также мнения редакторов с административными полномочиями постоянно использовали личные оценки.
Коммерческое предприятие Bomis, Inc, владелец доменного имени wikipedia.com, объявило о возможности размещения рекламы на страницах Википедии. Эта идея представляется нам неудачной, поскольку она предполагает коммерциализацию самоотверженного труда добровольцев, прибыль от которых пойдёт Bomis, Inc. Мы потребовали у Bomis, Inc объяснений, а также обещания не включать рекламу в испанской википедии.
Они не дали объяснений и не сделали каких-либо обещаний и, кроме того, они вели себя высокомерно, что не соответствуют тому, что, по нашему мнению, должно быть уважение между народами и культурами, учитывая, что это было основано на мнимом превосходстве.
В свете этой позиции, мы предпочли отказаться от этого проекта и начать новый «с нуля», исходя из следующих соображений:
- Эта энциклопедия хранится под GNU, перевод которых можно найти в https://web.archive.org/web/20080905151159/http://www.es.gnu.org/licencias/fdles.html
- Эта энциклопедия не приемлет какой-либо рекламы.
- Эта энциклопедия не будет управляться редакторами
- Этой энциклопедией не будут руководить редакторы, которые осуществят цензуру и введут редакторскую политику
- Культура не должна быть предметом коммерциализации.
- Каждый человек имеет право на свободный доступ к культуре.
- Рождение человека в том или ином обществе зависит не от индивидуальных заслуг, но только от случая.
- Место и время рождения случайны и не могут служить основанием для какой-либо дискриминации.
- Ни одна культура не превосходит другую.

Оригинальный текст (исп.)Este proyecto nace el 26 de febrero de 2002 desgajado de http://es.wikipedia.org y gracias al trabajo de Juanan que ha intercedido en favor del proyecto para su alojamiento en este servidor de la Universidad de Sevilla.

El motivo principal de la escisión del proyecto inicial trae causa de nuestro rechazo a la censura, a la existencia de una línea editorial y a la inclusión de publicidad.
Las voces críticas eran censuradas y las opiniones de los editores con capacidad de administración utilizaban continuamente calificativos personales.
La sociedad mercantil Bomis Inc., titular del nombre de dominio wikipedia.com, anunció la posibilidad de incorporar publicidad en las páginas de wikipedia. Asimismo esta idea nos pareció desafortunada, pues implicaba la existencia de una mercantilización en favor de Bomis Inc. del trabajo desinteresado de los voluntarios.
Se exigieron explicaciones a Bomis Inc. y se le solicitó el compromiso de que no existiera publicidad en la wikipedia en castellano.
Ni dieron explicaciones ni se comprometieron a cuestión alguna y, además, mantuvieron una actitud prepotente y desacorde con lo que entendemos debe ser el respeto entre personas y culturas, puesto que se basó en una pretendida superioridad.
Ante dicha actitud, hemos preferido abandonar aquel proyecto y comenzar otro nuevo desde cero, fundamentándolo en el siguiente ideario:
- Esta enciclopedia se ampara bajo licencia GNU, cuya traducción puede encontrarse en http://www.es.gnu.org/Licencias/fdles.html
- Esta enciclopedia no albergará publicidad alguna.
- Esta enciclopedia no será dirigida por editores que ejerzan censura e impongan una línea editorial.
- La cultura no debe ser objeto de comercio.
- Todos tenemos derecho al acceso libre a la cultura.
- El hecho de nacer en una sociedad o en otra no es mérito del individuo, sino sólo un azar.
- El azar del lugar y tiempo del nacimiento no puede servir de fundamento a ningún tipo de discriminación negativa.
- Ninguna cultura es superior a otra.

В октябре 2002 года усилия ряда участников во главе с Даниэлем Маером (зарегистрированный под именем Maveric149) попытались объединить проекты, но участники Enciclopedia Libre проголосовали против воссоединения прежде, чем Wikipedia сделала предложение о воссоединении.
Пользователи Enciclopedia Libre, однако, оставили открытой возможность для будущего слияния и выразили заинтересованность в поддержании связи. Этот эпизод также вызвал немало споров о роли Википедии на английском языке и привёл к некоторым изменениям. Были созданы некоммерческая организация Википедии, известная как Фонд Викимедиа и многоязычный портал, на Enciclopedia Libre было установлено программное обеспечение MediaWiki.
Хотя Enciclopedia Libre первоначально росла значительно быстрее, чем испанский раздел Википедии, Испанская Википедия обогнала её в 2004 году. С тех пор, испанская Википедия росла гораздо более быстрыми темпами в то время как в Enciclopedia Libre рост был незначительным (см. ниже).
В 2011 году Эниэди сказал, что единственной причиной провала Enciclopedia Libre как долгосрочного проекта стало то, что она «не была предназначена для длительного существования. Она была лишь формой давления. Некоторые из целей были достигнуты, не все из них, но оно того стоило».

## Статистика
| Дата             | статей в Enciclopedia Libre | статей в испанской Википедии |
| ---------------- | --------------------------- | ---------------------------- |
| 11 марта 2002    | 3 036                       | 1 300                        |
| 2 апреля 2002    | 5 972                       | 1 300                        |
| 1 мая 2002       | 7 540                       | 1 400                        |
| 27 мая 2002      | 7 837                       | 1 500                        |
| 13 Июня 2002     | 8 125                       | 1 500                        |
| 13 Июля 2002     | 8 519                       | 1 500                        |
| 4 августа 2002   | 8 658                       | 1 500                        |
| 31 августа 2002  | 8 996                       | 1 500                        |
| 3 октября 2002   | 9 362                       | 1 600                        |
| 26 октября 2002  | 10 258                      | 1 900                        |
| 17 июня 2003     | 14 250                      | 3 700                        |
| 8 июля 2003      | 14 428                      | 3 700                        |
| 2 августа 2003   | 14 662                      | 4 600                        |
| 6 сентября 2003  | 15 116                      | 5 900                        |
| 2 ноября 2003    | 15 572                      | 8 900                        |
| 6 декабря 2003   | 16 039                      | 11 000                       |
| 20 марта 2004    | 19 688                      | 19 000                       |
| 6 ноября 2004    | 25 038                      | 33 573                       |
| 25 сентября 2005 | 28 709                      | 66 984                       |
| 27 февраля 2006  | 30 455                      | 97 568                       |
| 9 апреля 2006    | 30 776                      | 108 012                      |
| 3 июля 2006      | 31 980                      | 130 939                      |
| 1 октября 2006   | 33 367                      | 157 061                      |
| 3 января 2007    | 34 342                      | 186 022                      |
| 1 апреля 2007    | 34 551                      | 218 690                      |
| 1 июля 2007      | 35 703                      | 248 775                      |
| 2 октября 2007   | 36 860                      | 283 630                      |
| 1 января 2008    | 38 012                      | 315 611                      |
| 2 апреля 2008    | 39 478                      | 348 217                      |
| 4 июля 2008      | 40 424                      | 376 664                      |
| 3 октября 2008   | 41 096                      | 403 280                      |
| 1 января 2009    | 41 852                      | 430 159                      |
| 1 апреля 2009    | 42 366                      | 458 301                      |
| 1 июля 2009      | 42 533                      | 488 905                      |
| 1 октября 2009   | 43 035                      | 516 333                      |
| 1 января 2010    | 44 156                      | 546 487                      |
| 1 апреля 2010    | 44 592                      | 581 486                      |
| 1 июля 2010      | 45 170                      | 615 232                      |
| 1 октября 2010   | 45 947                      | 653 596                      |
| 1 января 2011    | 46 374                      | 692 451                      |
| 1 октября 2013   | 48,890                      | 1 048 876                    |
| 1 января 2014    | 48,953                      | 1 068 019                    |
| 1 апреля 2014    | 48,971                      | 1 091 704                    |
| 3 июля 2014      | 49,026                      | 1 110 208                    |
| 10 октября 2014  | 49,053                      | 1 130 161                    |
| 1 января 2015    | 49,055                      | 1 147 397                    |
| 2 апреля 2015    | 49,321                      | 1 168 559                    |
| 19 декабря 2016  | 49 927                      | 1 302 783                    |
| 2 февраля 2017   | 49 967                      | 1 312 042                    |
| дата             | статей в Enciclopedia Libre | статей в испанской Википедии |